# Typhlodromips lugubris
Typhlodromips lugubris är en spindeldjursart som först beskrevs av Chant och Baker 1965.  Typhlodromips lugubris ingår i släktet Typhlodromips och familjen Phytoseiidae. Inga underarter finns listade i Catalogue of Life.